# Біженка (телесеріал)
«Біженка» — український російськомовний мелодраматичний телесеріал у якому йдеться про молоду успішну лікарку, яка втратила все, що мала, коли в її місті почалися воєнні дії. Повторні покази з повним українським дубляжем транслювався на телеканалі «1+1 Україна».
Повторні покази транслювалися з повним українським дубляжем на каналі «Квартал TV» у траурні дні.

## Сюжет
Молода успішна лікарка втратила все, коли почалися воєнні дії в її місті. Вона вирішує все почати спочатку і приїздить у місто, де колись навчалася. Там зустрічає давніх друзів і своє перше кохання.
На перший погляд, нібито всі співчувають Наді і хочуть їй допомогти облаштувати нове життя. Та приїхала Надія не сама, а з шестирічним хлопчиком, який називає її мамою. Надя вивезла його з небезпечної зони на прохання однієї бабусі, що помирала, яка сподівалася, що далекі родичі дадуть хлопчикові притулок на мирній території. Дитина дуже полюбила Надю, і тепер вона має вирішити: чи готова взяти на себе відповідальність за долю хлопчини, коли й сама не знає, що на неї очікує в майбутньому…

## У ролях
- Ольга Гришина — Надя
- Марк Дробот
- Дмитро Гаврилов
- Володимир Гладкий
- Олена Бондарєва-Рєпіна
- Артем Вільбік
- Олександр Гетьманський
- Павло Алдошин
- Яна Соболевська
- Костянтин Костишин
- Дмитро Суржиков
- Олександр Галафутник
- Алла Бінєєва
- Олена Стефанська
- Наталія Корецька
- Віталій Салій
- Христина Мельниченко — Каміла

## Знімальна група
- Режисер-постановник: Вікторія Мельникова
- Продюсери: Вікторія Лезіна, Олександр Ткаченко, Олена Васильєва
- Автор сценарію: Тетяна Бессараб
- Композитори: Андрій Лучанко, Руслан Квінта
- Оператор-постановник: Валентин Мельниченко

## Український дубляж
Українською мовою серіал дубльовано студією «1+1» у 2023 році.
Ролі дублювали: Євген Пашин, Максим Кондратюк, Олег Лепенець, Олесь Гімбаржевський, Юрій Кудрявець, Дмитро Терещук, Дмитро Гаврилов, Андрій Альохін, Михайло Тишин, Олексій Череватенко, Олександр Погребняк, Андрій Соболєв, Олександр Солодкий, Дмитро Рассказов-Тварковський, Ірина Дорошенко, Лариса Руснак, Лідія Муращенко, Олена Узлюк, Катерина Брайковська, Марина Локтіонова, Юлія Перенчук, Катерина Буцька, Аліса Гур'єва.